# Racing Lermeño Club de Fútbol
El Racing Lermeño Club de Fútbol es un club de fútbol de España, de la ciudad de Lerma, provincia de Burgos, Castilla y León. Actualmente juega en el Grupo A de la Primera División Regional Aficionados y cuenta con equipos en categoría Aficionado, cadete, infantil, alevín, benjamin y prebenjamin.

## Datos del club
- Temporadas en Tercera División: 22.
- Temporadas en Regional Preferente: 17.

## Temporada a temporada
Información:
| Temporada | División | Posición | Copa del Rey |
| --------- | -------- | -------- | ------------ |
| 1984–85   | Regional | 1.º      |              |
| 1985-86   | 3.ª      | 11.º     |              |
| 1986-87   | 3.ª      | 4.º      |              |
| 1987-88   | 3.ª      | 8.º      | 1.ª ronda    |
| 1988-89   | 3.ª      | 2.º      |              |
| 1989-90   | 3.ª      | 2.º      |              |
| 1990-91   | 3.ª      | 10.º     |              |
| 1991-92   | 3.ª      | 5.º      | 1.ª ronda    |
| 1992-93   | 3.ª      | 12.º     |              |
| 1993-94   | 3.ª      | 9.º      |              |
| 1994-95   | 3.ª      | 15.º     |              |
| 1995-96   | 3.ª      | 9.º      |              |
| 1996-97   | 3.ª      | 16.º     |              |
| 1997-98   | 3.ª      | 7.º      |              |
| 1998-99   | 3.ª      | 13.º     |              |
| 1999-00   | 3.ª      | 7.º      |              |
| 2000-01   | 3.ª      | 20.º     |              |
| 2001/02   | 1.ª Reg. | 3.º      |              |
| 2002/03   | 1.ª Reg. | 4.º      |              |
| 2003/04   | 1.ª Reg. | 1.º      |              |

| Temporada | División | Posición | Copa del Rey |
| --------- | -------- | -------- | ------------ |
| 2004-05   | 3.ª      | 20.º     |              |
| 2005/06   | 1.ª Reg. | 5.º      |              |
| 2006/07   | 1.ª Reg. | 3.º      |              |
| 2007/08   | 1.ª Reg. | 9.º      |              |
| 2008/09   | 1.ª Reg. | 1.º      |              |
| 2009-10   | 3.ª      | 13.º     |              |
| 2010-11   | 3.ª      | 17.º     |              |
| 2011-12   | 3.ª      | 13.º     |              |
| 2012-13   | 3.ª      | 16.º     |              |
| 2013-14   | 3.ª      | 20.º     |              |
| 2014/15   | 1.ª Reg. | 10.º     |              |
| 2015/16   | 1.ª Reg. | 11.º     |              |
| 2016/17   | 1.ª Reg. | 7.º      |              |
| 2017/18   | 1.ª Reg. | 6.º      |              |
| 2018/19   | 1.ª Reg. | 9.º      |              |
| 2019/20   | 1.ª Reg. | 11.º     |              |
| 2020/21   | 1.ª Reg. | 7.º      |              |
| 2021/22   | 1.ª Reg. | 13.º     |              |
| 2022/23   | 1.ª Reg. | 9.º      |              |

```
LEYENDA

 :Ascenso de categoría

 :Descenso de categoría

 :Descenso administrativo
```

### Participaciones en Copa del Rey
| Temporada | Ronda         | Rival              | Local | Visitante | Global |  |
| --------- | ------------- | ------------------ | ----- | --------- | ------ |  |
| 1987-88   | Primera ronda | CD Cristo Olímpico | 0-2   | 1-1       | 1-3    |  |
| 1991-92   | Primera ronda | CyD Leonesa        | 1-1   | 1-3       | 2-4    |  |

## Uniforme
- Uniforme titular: Camiseta azul, pantalón blanco y medias rojas.

- 2.º Uniforme: Camiseta negra y amarilla, pantalón negro y medias negras.

## Organigrama deportivo

### Plantilla y Cuerpo Técnico 2023-24
- Como exigen las normas de la RFEF desde la temporada 2019-20 en 2.ªB y desde la 2020-21 para 3.ª, los jugadores de la primera plantilla deberán llevar los dorsales del 1 al 22, reservándose los números 1 y 13 para los porteros y el 25 para un eventual tercer portero. Los dorsales 23, 24 y del 26 en adelante serán para los futbolistas del filial, y también serán fijos y nominales.
- En 1.ª y 2.ª desde la temporada 1995-96 los jugadores con dorsales superiores al 25 son, a todos los efectos, jugadores del filial y como tales, podrán compaginar partidos con el primer y segundo equipo. Como exigen las normas de la LFP, los jugadores de la primera plantilla deberán llevar los dorsales del 1 al 25. Del 26 en adelante serán jugadores del equipo filial.
- Los equipos españoles están limitados a tener en la plantilla un máximo de tres jugadores sin pasaporte de la Unión Europea. La lista incluye sólo la principal nacionalidad de cada jugador, algunos de los jugadores no europeos tienen doble nacionalidad de algún país de la UE:

```
 
LEYENDA
 
* 
Canterano
: 
 
* 
Pasaporte europeo
: 
 
* 
Extracomunitario sin restricción
: 

* Extracomunitario: 
 
* 
Formación
: 
```

## Jugadores

### Exjugadores
Pasaron por las filas del Racing Lermeño Club de Fútbol jugadores como:
| - MED Óscar García "La bombona" - MED Pablo Infante | - DEF Juan Luis Guirado - DEF Adri Rodrígues | - DEF Emili García |

## Entrenadores
| - Javier Álvarez de los Mozos: 1998-00 |

## Peñas
En la actualidad, el Racing Lermeño  no cuenta ninguna peña.